# Święty Gordian
Święty Gordian (zm. IV wieku) – męczennik i święty Kościoła katolickiego.
Święty Gordian był nawróconym na chrześcijaństwo rzymianinem. Oskarżony został za wyznawaną wiarę i poddany torturom, a następnie ścięty. Był ofiarą prześladowań chrześcijan na tle religijnym, jakich dopuścił się cesarz Julian Apostata. Pogrzebany w grobowcu przy drodze via Latina w Rzymie, który wcześniej był miejscem pochówku męczennika (za czasów Dioklecjana) św. Epimacha.
Jego wspomnienie liturgiczne, wraz ze św. Epimachem obchodzone jest 10 maja.